# Bacinetto
Il bacinetto (de. Beckenhaube o Kesselhaube; fr. Bassinet; en. Basinet; po. Przyłbica) era una tipologia di elmo di origini italiane in uso nell'Europa medievale (XIV secolo). Si distingue per la forma appuntita, leggermente inclinata all'indietro, del coppo. Differentemente dalla cervelliera, suo archetipo, il bacinetto era dotato di un camaglio agganciato al coppo e non da calzarsi sotto all'elmo. Complice la massiccia diffusione, il manufatto venne arricchito da parti aggiuntive per la protezione del viso: nasali prima e visiere corazzate poi. Al principio del XV secolo, lo si rinforzò sostituendo il camaglio con una gorgiera a piastre metalliche.
Il bacinetto fu la tipologia di elmo più in uso durante la Guerra dei Cento Anni. Venne soppiantato nel Quattrocento dalla celata e dalla bigoncia.

## Storia

### Origini
Il bacinetto comparve in Italia al volgere del XIII secolo. La parola "bazineto" figura in un documento padovano datato 1281 per descrivere una tipologia di elmo in uso alla fanteria cittadina. Si trattò, originariamente, di un'evoluzione della cervelliera, dalla quale si distingue per il coppo sempre più appuntito. Pur sviluppato da un modello di elmo in uso alle classi povere, il bacinetto venne rapidamente impiegata in sostituzione del troppo ingombrante grande elmo dai guerrieri più abbienti. Alla base dell'evoluzione ci fu, forse, l'influsso sull'operato degli armorari italiani di modelli d'elmo orientali: bizantini o turchi.

### Sviluppi
Entro il 1350, il bacinetto assume la sua forma definitiva, con il coppo che si prolungava verso il basso ed i lati del cranio del portatore "integrando" una gronda e delle paragnatidi. Come già occorso per la cervelliera, il bacinetto venne impiegato dai cavalieri come rinforzo per il grande elmo, calzandolo sotto quest'ultimo. Per questioni sia di praticità sia di risparmio, molti cavalieri cominciarono però a calzare il solo bacinetto, preferendo relegare il grande elmo ad un uso ludico nei tornei.
La massiccia diffusione del bacinetto comportò continue migliorie ed evoluzioni che trasformarono l'arcaica evoluzione della cervelliera in un manufatto sempre più vicino ai livelli di altissima protezione della testa precedentemente garantiti dal troppo ingombrante grande elmo.
Fin da subito rinforzato con un camaglio, non calzato sotto all'elmo come per la cervelliera ma agganciato al coppo (prima direttamente e poi per tramite di una gorgiera di cuoio rimovibile), il bacinetto venne poi dotato di apparati difensivi per il volto. Nelle terre del Sacro Romano Impero Germanico ebbe larga diffusione (1330-1370) il bretache, un nasale composto da una pezzuola triangolare di maglia di ferro o da lamine di metallo ribattuto agganciato al camaglio ed assicurata ad una protuberanza sulla sommità del coppo. Dalla Germania, l'uso del bretache passò in Italia, come testimoniato dalla statua equestre del Signore di Verona Cangrande I della Scala (c. 1308–1329) in Castelvecchio (Verona) e la lapide di Bernardino dei Barbanzoni a Modena.

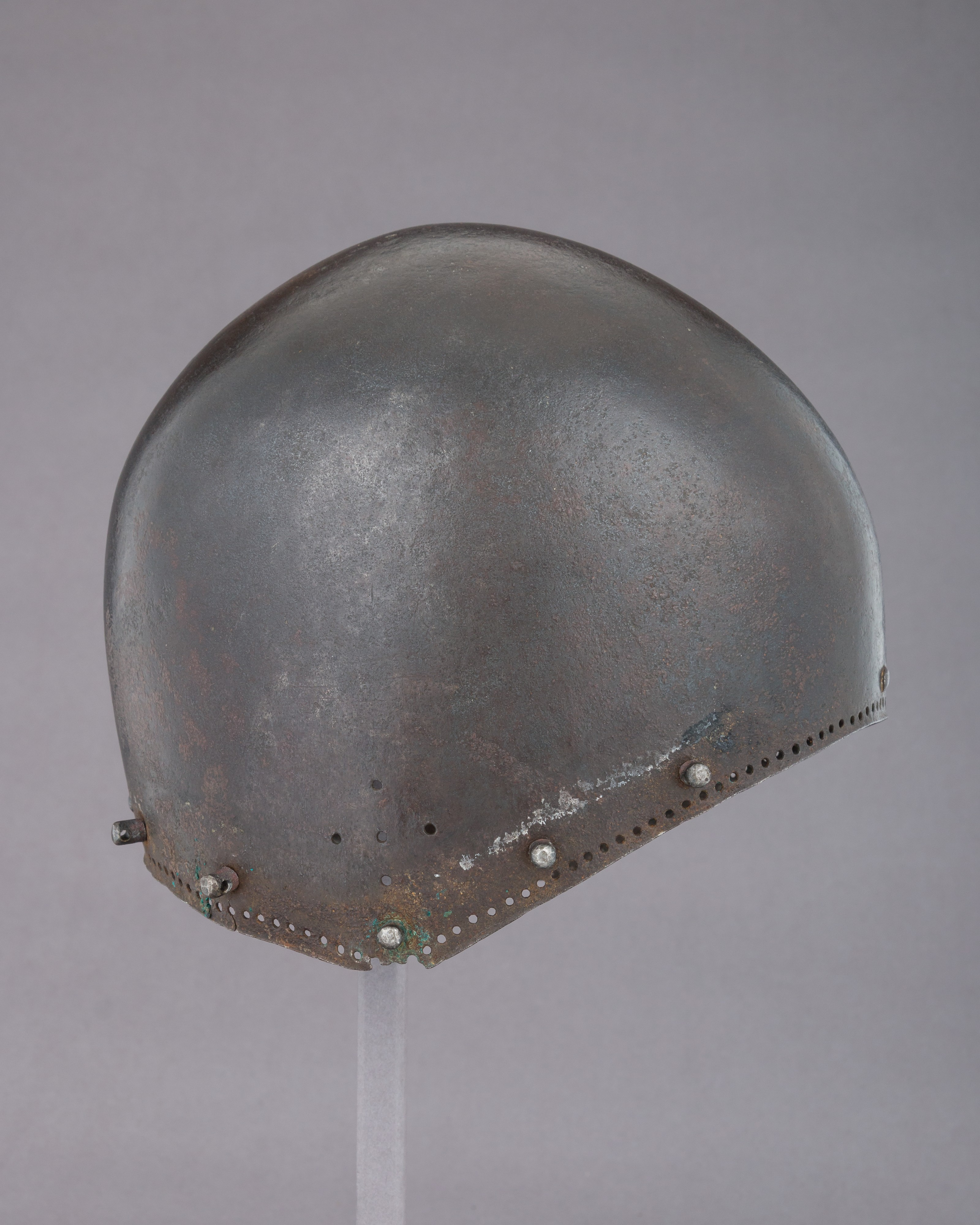
Bacinetto-cervelliera, Germania ca. 1325, (Metropolitan Museum of Art).
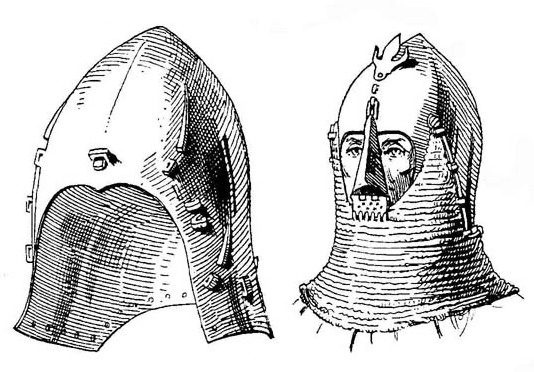
Bacinetto, ca. 1340, ill. in Boeheim 1890: Bacinetto (sx); e Bacinetto con nasale bretache e camaglio (dx).
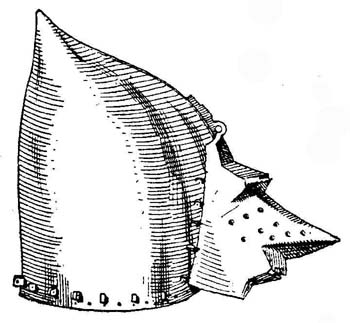
Bacinetto con "klappvisier", ill. in Boeheim 1890.

Sempre in Germania venne sviluppata (ca. 1330-1340) una particolare visiera per il bacinetto con un unico punto di aggancio nella linea mediana alta del coppo: la "klappvisier". Nella seconda metà del XIV secolo (ca. 1370), la visiera, sempre caratterizzata da una sezione tronco-conica ed un profilo appuntito, "a muso di cane" (de. "Hundsgugel), anche "a becco" o "a muso di porco", più larga/tondeggiante, ha due punti di aggancio, uno per ogni lato del coppo, è rimovibile e si protende sotto il bordo inferiore dello stesso, sovrapponendosi a parte del camaglio. La visiera a due punti d'aggancio venne in realtà sviluppata nel decennio 1340-1350 (compare nel catafalco di Sir Hugh Hastings, morto nel 1347, nella Chiesa di Santa Maria di Elsing, Norfolk), coabitando dunque con la "klappvisier". Si trattò, comunque, della tipologia più largamente diffusa in Italia laddove, invece, la "klappvisier" restò in uso in Germania ancora nel XV secolo. Nel Regno di Francia, invece, sotto Giovanni II (ca. 1350), la visiera del bacinetto venne scomposta in due parti per migliorarne la solidità: una visiera superiore ed una barbozza inferiore sulla quale la visiera andava a chiudersi.
Intorno al 1410 si iniziò a dismettere l'uso del camaglio agganciato al bacinetto in favore di una gorgiera in piastre metalliche avvolgenti che scaricasse il peso dell'apparata difensivo non più sulla sola testa ma anche sulle spalle. La giunzione tra il corpo del bacinetto e la gorgiera avveniva per tramite di un nuovo pezzo aggiunto alla parte inferiore del coppo, la "baviera". Al principio, per continuare a garantire una certa mobilità alla testa del portatore, la gorgiera era realizzata in due pezzi ed il coppo era assicurato al solo pezzo posteriore. Nella versione successiva del manufatto, il cosiddetto "gran bacinetto", il coppo e la parte posteriore della gorgiera sono fusi in un unico pezzo di metallo che scarica integralmente il peso dell'elmo sulle spalle rendendolo però immobile e quindi, ironicamente, non dissimile dal solido ma ingombrante grande elmo che il bacinetto era stato concepito per soppiantare. Bacinetti con visiera e camaglio, ora indicabili come "Piccolo Bacinetto", restarono comunque in uso presso i guerrieri meno abbienti.

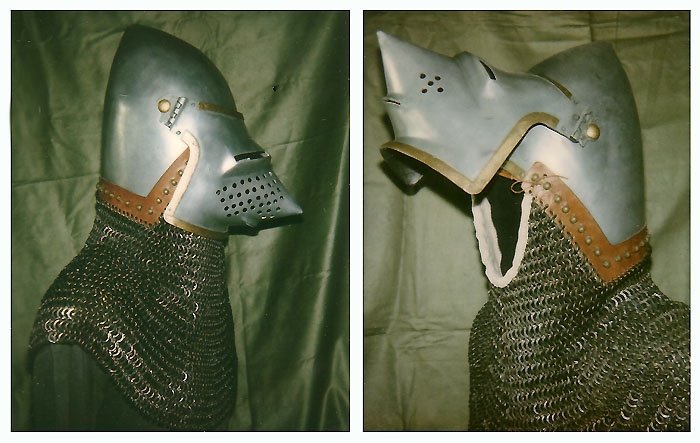
Bacinetto con visiera a due punti d'aggancio (XV secolo), Nord-Italia - ricostruzioni da originale conservato a Londra.
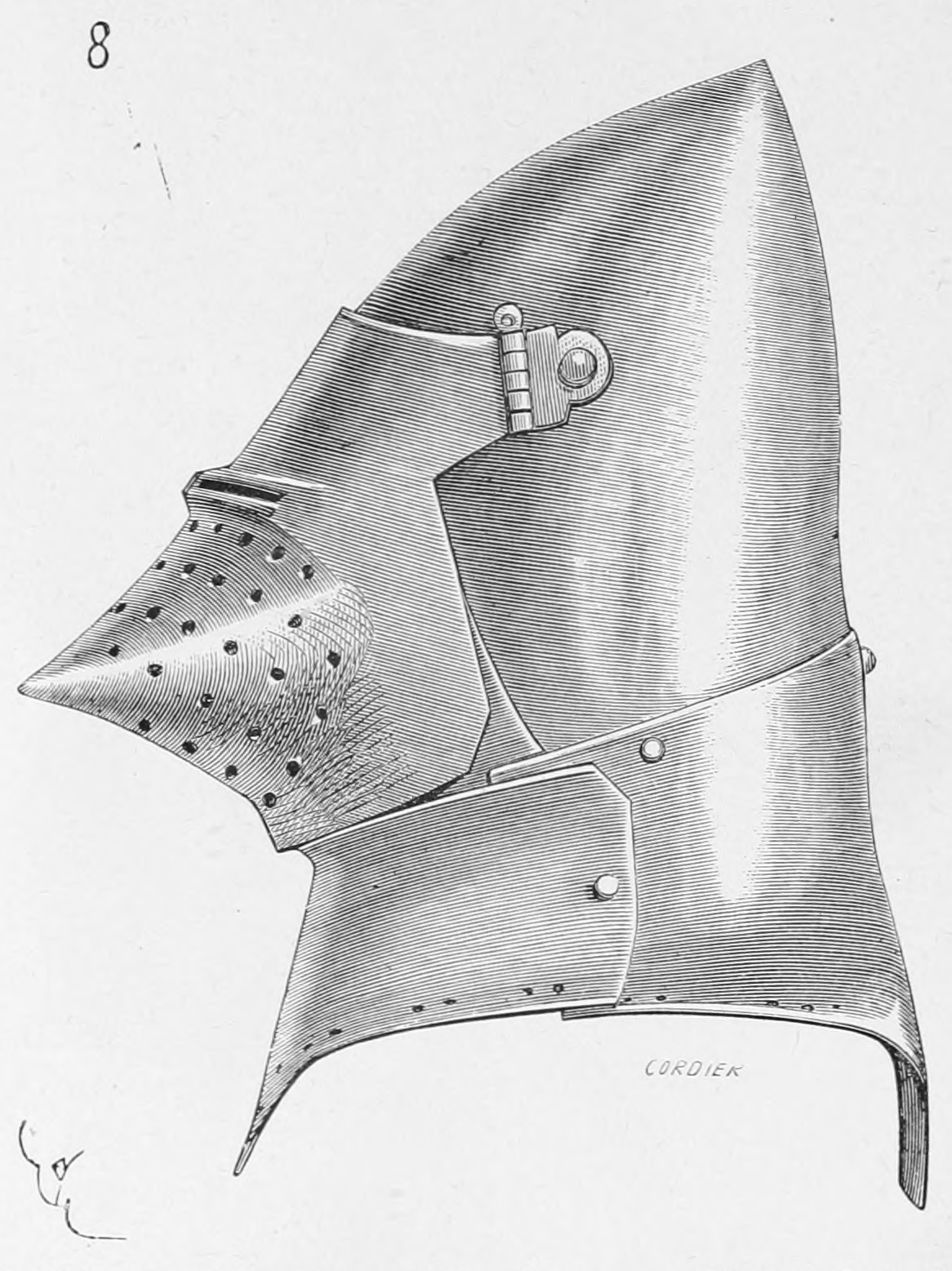
Gran Bacinetto con gorgiera avvolgente in due pezzi (il posteriore rivettato al coppo), XV secolo.
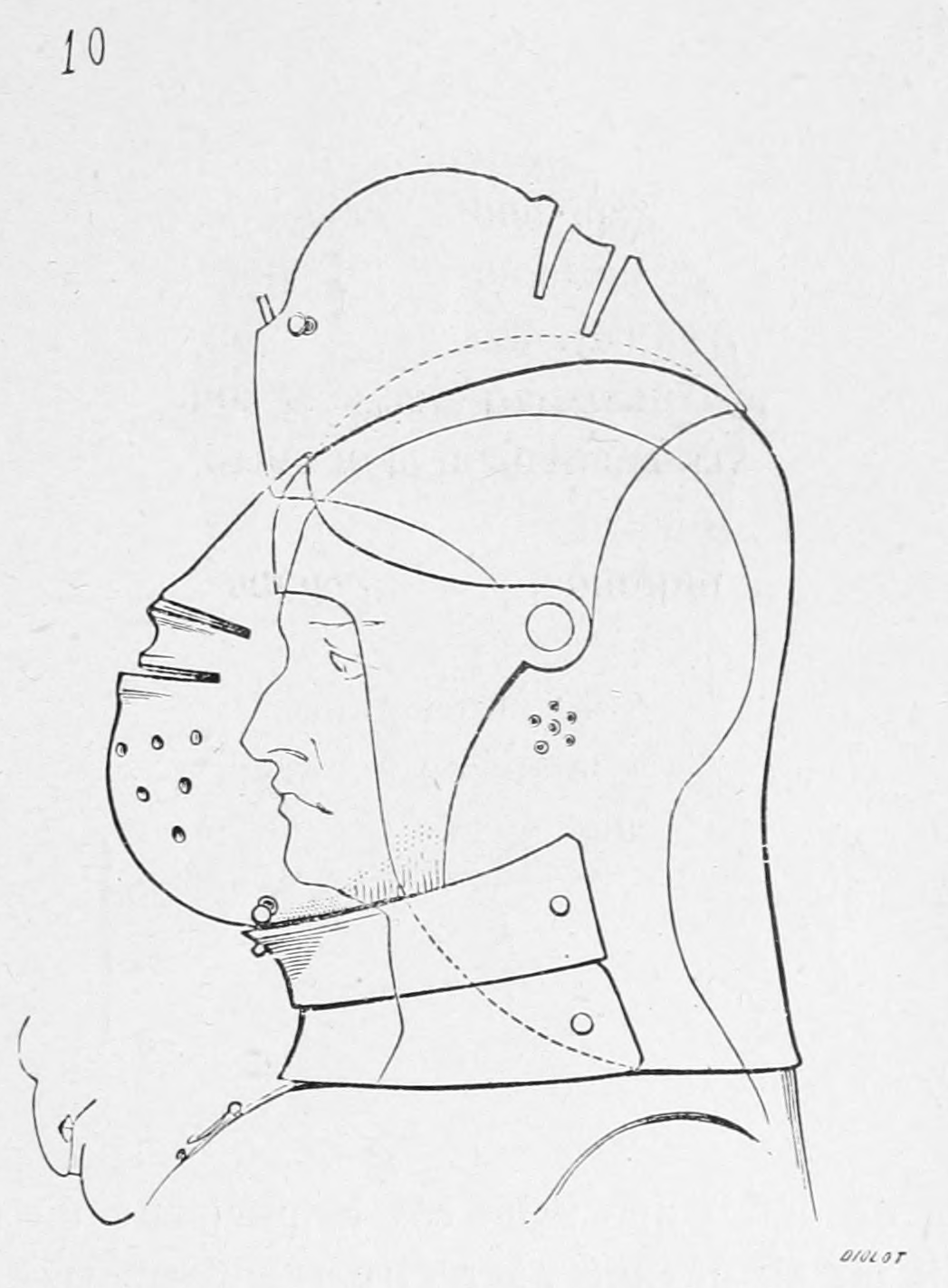
Gran Bacinetto con coppo (fuso alla parte posteriore della gorgiera) e visiera arrotondati, ca. 1440.

Il bacinetto è quasi onnipresente nell'iconografia della Guerra dei cento anni, calzato indiscriminatamente sia dalle forze di cavalleria (i cavalieri stessi cominciano ad essere indicati, nella documentazione, come "bacinetti") sia da quelle di fanteria, soprattutto gli arcieri. Le fonti ci confermano inoltre che, ancora in quel periodo, nonostante il contemporaneo sviluppo del Gran Bacinetto, l'uso congiunto del grande elmo e del bacinetto privo di protezioni facciali non era ancora stato dismesso. Alla Battaglia di Agincourt (1415), Enrico V d'Inghilterra (r. 1413–1422), colpito alla testa, si salvò proprio perché, sotto al grande elmo, calzava un bacinetto.
Fu solo dopo la metà del XV secolo che il bacinetto iniziò ad essere dismesso in favore di due nuove tipologie di elmo più congruenti con il nuovo elaborato tipo di armature a piastre gotica e all'italiana: la celata italiana e la bigoncia nordeuropea.

## Costruzione
Il "Bacinetto" si componeva di:
- un coppo in metallo con sommità appuntita e rivolta all'indietro, discendente sulle guance e la nuca del portatore. Per mezzo di una fila di piccoli fori sui bordi un'imbottitura interna veniva fissata al coppo, onde rendere l'oggetto non solo più confortevole, ma anche più idoneo ad assorbire gli urti inflittigli;
- un camaglio[4] agganciato direttamente al coppo (bacinetto pre-1320) o assicurato ad una fascia di cuoio che si agganciava sull'elmo grazie ad una fila di sporgenze forate applicate al margine inferiore esterno del coppo (bacinetto post-1320).[3] Quest'ultima tipologia di camaglio poteva essere foderato con un'imbottitura, atta anch'essa a trasmettere il meno possibile i colpi all'armatura sottostante. Col passar del tempo si tese spesso ad utilizzare per il camaglio anelli di maglia sempre più rigidi e resistenti, a sezione appiattita;
- un nasale a bretache, in maglia di ferro o metallo ribattuto;[5] o
- una visiera in metallo incernierata al coppo, con un punto di aggancio ("klappvisier") o due punti d'aggancio.[11] A prescindere dal tipo di aggancio e dalla foggia ("a muso di cane", "a muso di porco", "a becco"), le visiere erano sempre dotate di fori per la ventilazione e per garantire un minimo visibilità.

Il "Gran Bacinetto" si discosta dal modello del bacinetto classico perché sostituisce il camaglio con una gorgiera in piastre d'acciaio. Nelle forme più tarde, il gran bacinetto ha coppo e visiera arrotondati, non più puntuti, e la parte posteriore della gorgiera fusa al coppo.